# Nalón
Le Nalón est un fleuve espagnol d'une longueur de 138 km qui coule dans la communauté autonome des Asturies.
Le paysage environnant son estuaire a inspiré des peintres comme Joaquín Sorolla.

## Personnalités

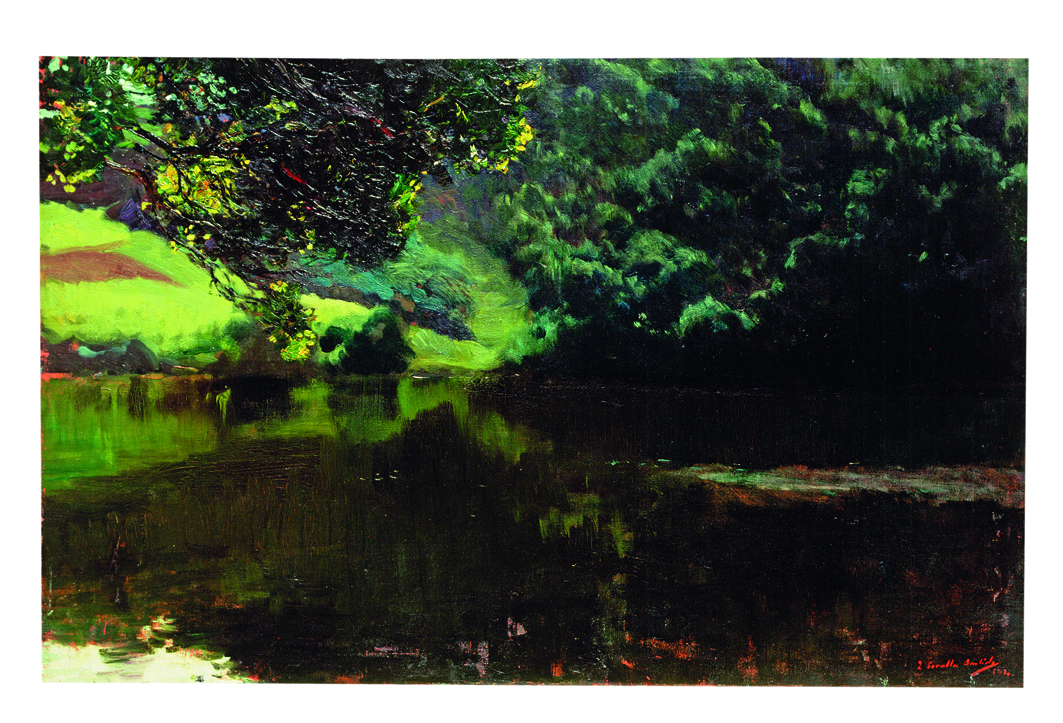
Le Nalón, Asturies, 1904
Joaquín Sorolla
Musée Sorolla, Madrid

- Joaquín Sorolla (1863-1923), peintre ;
- Ángeles Flórez Peón (1918-), héroïne républicaine espagnole, née à Blimea[2], sur les rives du Nalón ;
- Alfonso Zapico (1981-), dessinateur.

## Source
- (es) Cet article est partiellement ou en totalité issu de l’article de Wikipédia en espagnol intitulé « Río Nalón » (voir la liste des auteurs).

### Articles liés
- Blimea
- San Martín del Rey Aurelio
- Vallée du Nalón (es)